# Blossite
La blossite è un minerale.